# Hostal de l'Ermengol
L'Hostal de l'Ermengol és un mas situat al municipi dels Garidells, a la comarca catalana de l'Alt Camp.